# Maurice Besset
Pour les articles homonymes, voir Besset.
Maurice Besset, né le 18 août 1921 dans le 16e arrondissement de Paris et mort le 6 décembre 2008 à Genève, est un historien de l'art français,.

## Biographie
Maurice Besset, fils de Fernand Besset, est d'une famille originaire de Frons La Bessarie, commune de Camjac dans l'Aveyron, où elle était établie déjà au XVIe siècle. Par sa mère Germaine Savey, il est le petit-fils de l'ingénieur Alphonse Savey (1853-1929) de la société de constructions métalliques Moisant-Laurent-Savey.

De 1947 à 1958, Maurice Besset dirige l'Institut français d'Innsbruck, dont les portes ont ouvert en 1946. Il dirige ensuite la Maison de la France à Berlin, puis est nommé conservateur du musée national d'Art moderne de Paris de 1960 à 1965 où il développe un programme pluridisciplinaire qui préfigure le style du futur centre Pompidou.
Le 3 mai 1963, Maurice Besset participe à la commission des monuments modernes (organe consultative pour dresser la liste des monuments historiques) et travaille avec Ionel Schein la sélection des édifices à protéger.
Il enseigne à la faculté de Lettre de Besançon de 1965 à 1969. En 1969, Maurice Besset est nommé conservateur du musée de Grenoble et organise en 1972 l'une des premières expositions du graphiste Roman Cieslewicz. Il quitte cette fonction en 1975, enseigne à l'université de Genève jusqu'en 1991, et dirige ensuite l'Institut national d'histoire de l'art de Genève,. À l'université de Genève, il est le premier professeur en Europe chargé d'un programme uniquement consacré à l'histoire de l'art et de l'architecture contemporains.
En 1988, il organise au MAC Lyon, l'exposition La Couleur seule, l'expérience du monochrome. Il a agi en qualité de commissaire pour plus de 200 expositions,, dont l'exposition Le Corbusier à Tokyo en 1958.

## Publications
- Maurice Besset, Novalis et la pensée mystique, Éditions Montaigne, 1947.
- (contribution) Gerd Hatje, Dictionnaire de l'architecture moderne, Paris, Hazan, 1964
- Maurice Besset, Qui était Le Corbusier ?, Skira, Paris-Genève, 1968.
- Maurice Besset, Du futurisme au spatialisme : peinture italienne de la première moitié du XXe siècle, Electa, 1977.
- Max Bill, Max Bill : œuvres 1928-1969, Stuttgart, Cantz, 1987 (ISBN 3-922608-79-5) (texte Maurice Besset).

## Hommages

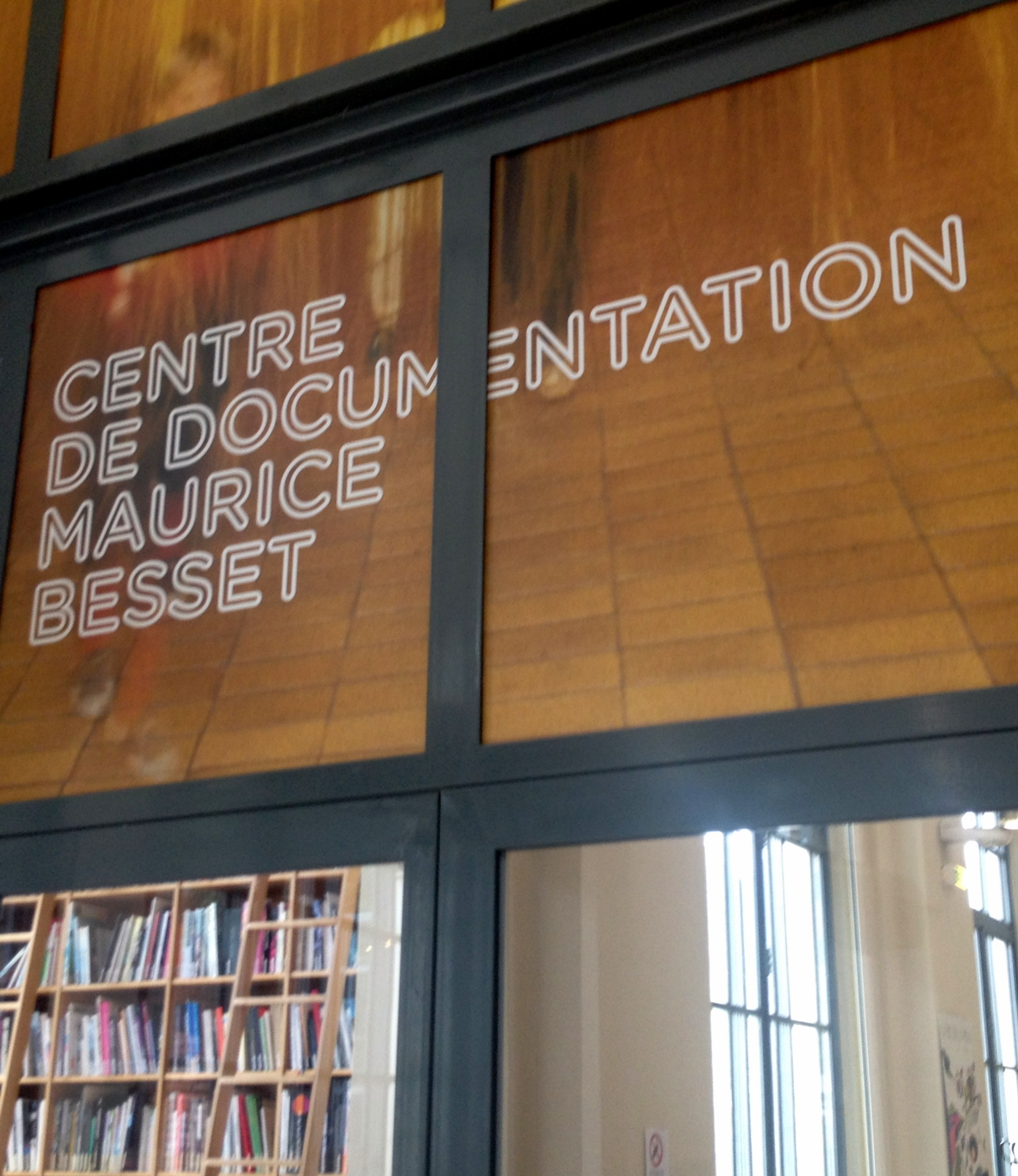
Entrée du centre de documentation Maurice-Besset au MAC Lyon.

À la suite de la donation du fonds-Maurice Besset (3 200 livres), le centre de documentation du musée d'art contemporain de Lyon se nomme centre de documentation  Maurice-Besset.

## Vie privée
Maurice Besset était le beau-frère de Claude Santelli. Il fut l'ami et l'exécuteur testamentaire de Le Corbusier,.

## Documentation
Ses archives sont déposées à l'Institut national d'histoire de l'art.